# T'ikapapa
T’ikapapa (terme signifiant « fleur de pomme de terre » en langue quechua) est une marque commerciale créée au Pérou pour valoriser les variétés de pommes de terre indigènes des Andes dans les circuits de distribution moderne.
Cette marque a été créée dans le cadre  du projet Incopa (Innovación y Competitividad de la Papa) et de l'initiative Papa Andina, coordonnés par le Centre international de la pomme de terre (CIP), dont le siège est à Lima, avec le soutien financier de l'agence suisse pour la coopération et le développement, en s'appuyant sur des partenariats locaux dans les régions de Lima, Huánuco, Puno, Apurimac et Huancavelica, animés par CAPAC Peru (Cadenas productives agricolas de calidad), qui rassemble des organismes péruviens public et privés. 

## Produit
Sur les quelque 3200 variétés indigènes de pommes de terre cultivées au Pérou, qui restent pour la plupart inconnues de la grande majorité des consommateurs, seules cinq ont été retenues à l'origine pour être commercialisées sous la marque T’ikapapa. Ont été choisies celles qui offraient les meilleures perspectives de vente, tant par leur goût et leur texture, que par leurs qualités culinaires, et qui pouvaient aussi se cultiver pendant une grande période de l'année. Pour la vente elles sont ensachées en lots homogènes dans des sacs en papier d'un kilogramme (pour la commodité de manutention) et la communication est axée sur leur qualité et les modes de préparation adaptés. Il s'agit de pommes de terre à teneur en matière sèche plus élevée que celle des cultivars modernes et qui se prêtent le mieux à la préparation de purées et de soupes, mais que l'on peut aussi faire bouillir ou cuire au four.
Les cinq variétés retenues à l'origine sont les suivantes :
- Yana Imilla, longue à chair jaune, farineuse ;
- Putis, ovale, à chair crème, pourpre sous la peau, de couleurs noire et pourpre à l'extérieur, très farineuse ;
- Camotillo, longue, petite, à chair d'un jaune très intense, très farineuse et crémeuse, sa texture convient très bien pour la purée ;
- Duraznillo,arrondie, à chair rougeâtre sous la peau et jaune au cœur, extrêmement farineuse, sèche
- Wira Pasña, ou Gaspar,  longue, étroite, jaune crème, légèrement farineuse, de couleurs rouge et blanche à l'extérieur.

## Récompenses
L'initiative T’ikapapa a été récompensée en 2005 par le prix « Creatividad Empresarial » (Créativité entrepreneuriale) décerné par l'université péruvienne de sciences appliquées (UPC).
Elle a reçu en 2006, la médaille d'or de l'organisation des Nations unies pour l'alimentation et l'agriculture (FAO) à l'occasion de la Journée mondiale de l'alimentation, et en 2007 un prix « SEED » décerné par l'initiative SEED (Supporting Entrepreneurs for Environment and Development), partenariat mondial en faveur du développement durable créé en 2002 par le PNUE, le PNUD et l'UICN au sommet mondial sur le développement durable à Johannesbourg.
En 2007 également, T'ikapapa remporte le « World Challenge » organisé par la BBC pour récompenser des projets innovants de petites entreprises.